# Eupithecia eduardi
Eupithecia eduardi es una especie de polilla de la familia Geometridae. La especie fue descrita por primera vez por Vladimir G. Mironov y Ulrich Ratzel, habiendo sido descrita en 2012, con distribución en Irán. Mironov y Ratzel propusieron el nombre de reemplazo para E. eduardi por el nombre previamente ocupado Eupithecia inquinata por Schütze. Sin embargo, este nombre no es válido, ya que es sinónimo menor de Eupithecia iránica, descrito por Koçak & Kemal.